# Pfalzfeld
Pfalzfeld est une municipalité du Verbandsgemeinde Emmelshausen, dans l'arrondissement de Rhin-Hunsrück, en Rhénanie-Palatinat, dans l'ouest de l'Allemagne.

## Références

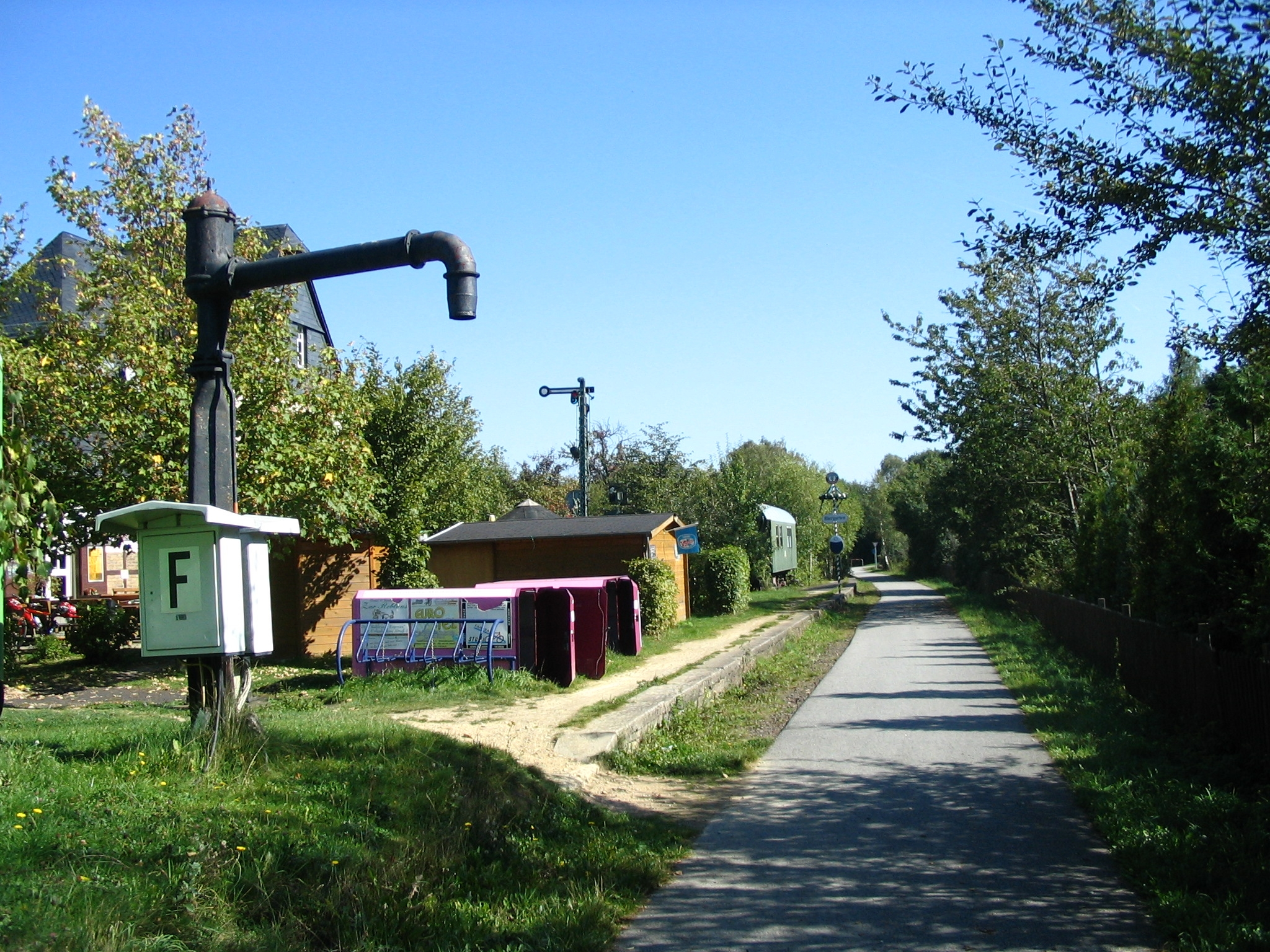
Le Schinderhannes-Radweg, gare
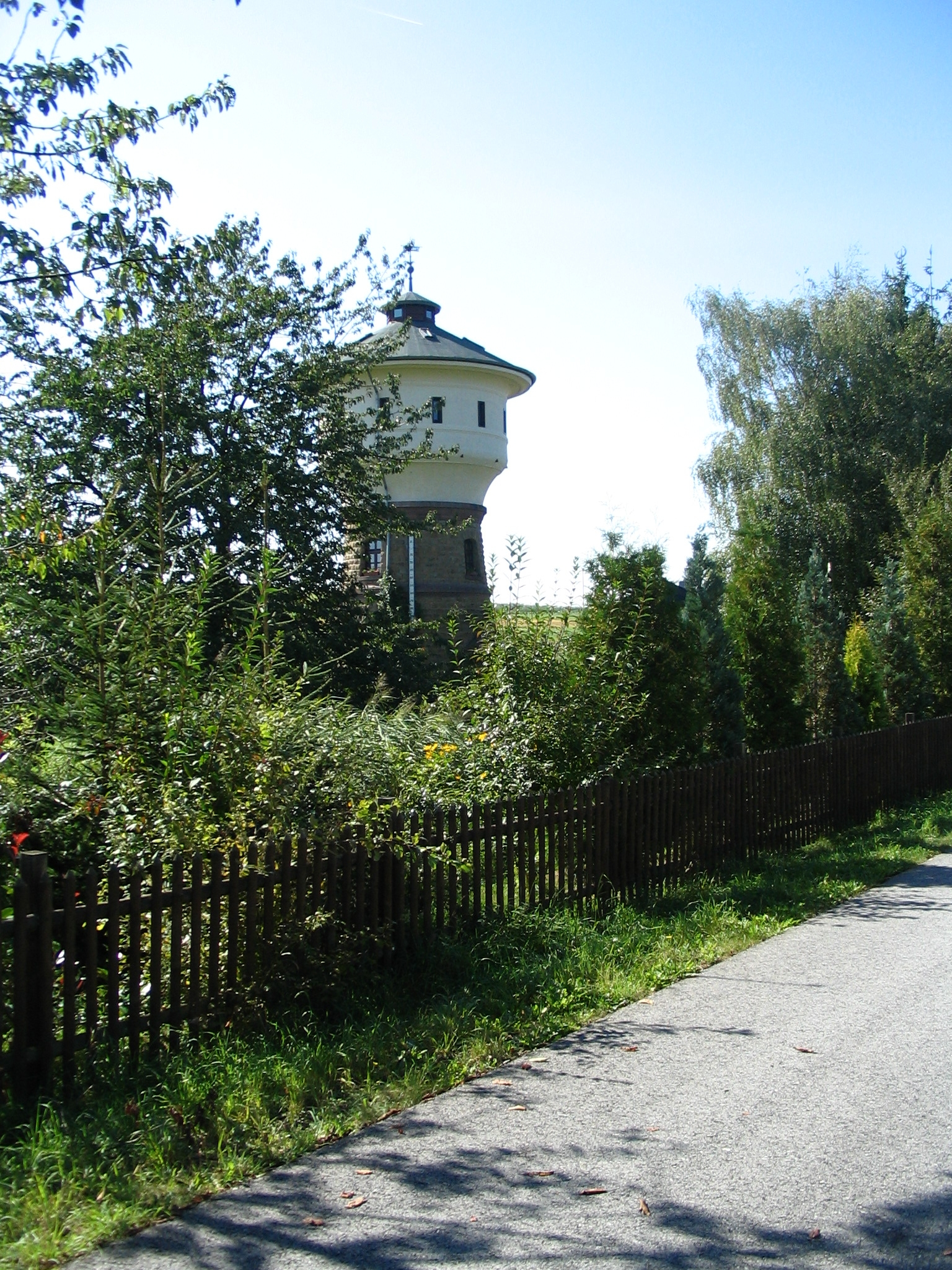
Château d'eau historique
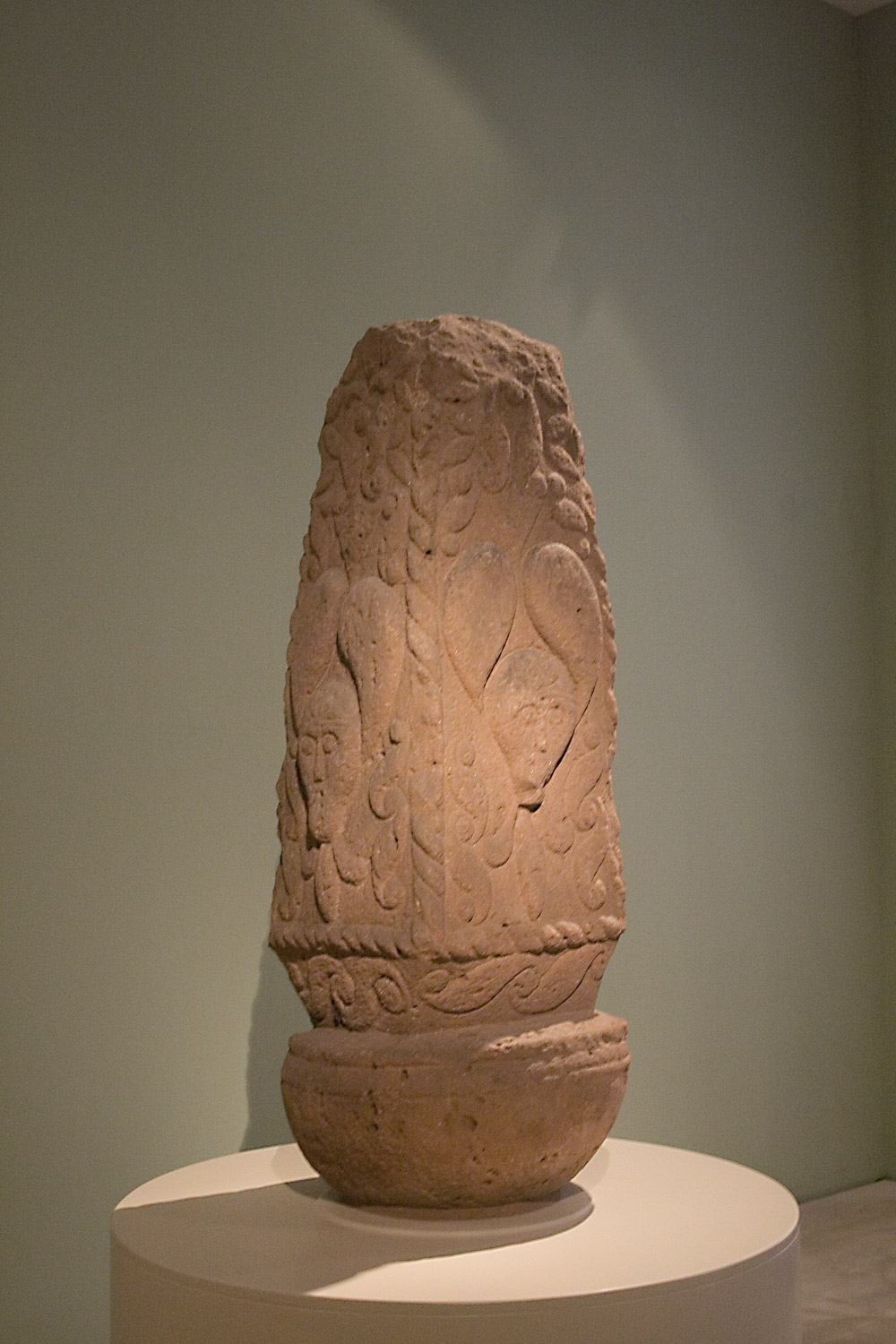
Pfalzfelder saeule au Rheinisches Landesmuseum de Bonn
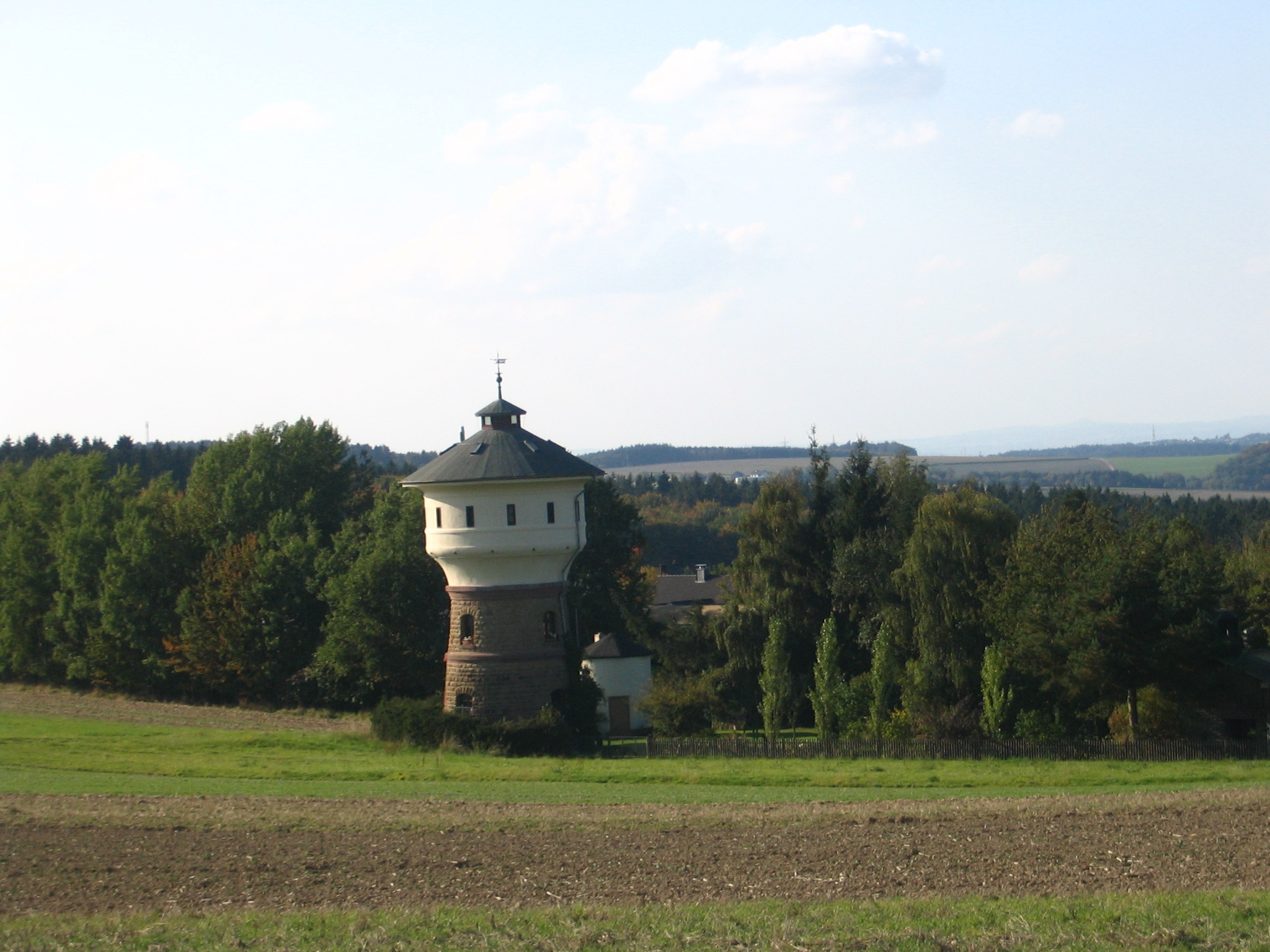
Château d'eau
Carte de Pfalzfeld (1792)